# Theales
Theales é uma ordem de plantas dicotiledóneas. No sistema de Cronquist (1981) ela é composta por 18 famílias:
- Actinidiaceae
- Caryocaraceae
- Clusiaceae
- Dipterocarpaceae
- Elatinaceae
- Marcgraviaceae
- Medusagynaceae
- Ochnaceae
- Oncothecaceae
- Paracryphiaceae
- Pellicieraceae
- Pentaphylacaceae
- Quiinaceae
- Sarcolaenaceae
- Scytopetalaceae
- Sphaerosepalaceae
- Tetrameristaceae
- Theaceae

No sistema APG II esta ordem não existe. Certas famílias, como as Theaceae, são colocadas na ordem Ericales.